# Vilém Votruba
Vilém Votruba (25. února 1870 Kutná Hora – 16. dubna 1939 Brno) byl československý politik, meziválečný poslanec a senátor Národního shromáždění za Československou národní demokracii.

## Biografie
Pocházel z Kutné Hory, působil v Čechách jako novinář a později přešel na Moravu do redakce listu Lidové noviny.
Politicky aktivní byl již za Rakouska-Uherska. V zemských volbách roku 1906 byl zvolen na Moravský zemský sněm za českou kurii měst, obvod Královo Pole, Husovice, Židenice, Líšeň. Mandát zde obhájil i ve zemských volbách roku 1913.
V doplňovacích volbách v prosinci 1911 se stal i poslancem Říšské rady (celostátní parlament), kam byl zvolen za český okrsek Morava 05 poté, co poslanec Václav Šílený zvolený v řádných volbách do Říšské rady roku 1911 zemřel v září téhož roku. Usedl do poslanecké frakce Jednota nezávislých pokrokových poslanců Čech a Moravy. Ve vídeňském parlamentu setrval do zániku monarchie. Uvádí se tehdy jako kandidát Lidové strany pokrokové na Moravě (volně sdružená s Národní stranou svobodomyslnou, tedy mladočechy, v Čechách).
Před první světovou válkou patřil do okruhu brněnských Lidových novin. V roce 1918 se podílel na vzniku formace Česká státoprávní demokracie na Moravě (předchůdkyně národní demokracie).
V letech 1918-1920 zasedal v Revolučním národním shromáždění za Českou státoprávní demokracii, respektive z ní vzniklou Československou národní demokracii. V parlamentních volbách v roce 1920 získal poslanecké křeslo v Národním shromáždění. Mandát v parlamentních volbách v roce 1925 obhájil. Podle údajů k roku 1925 byl povoláním redaktorem a poslancem v Králově Poli.
V parlamentních volbách v roce 1929 získal senátorské křeslo v Národním shromáždění. Senátorem byl do roku 1935.
Zemřel v sanatoriu v Brně-Králově Poli po více než rok trvajícím onemocnění. Byl pohřben na královopolském hřbitově.